# Blood Fire Death
Blood Fire Death ist das vierte Musikalbum der schwedischen Metal-Band Bathory.

## Entstehungsgeschichte
Das Album wurde im Februar 1988 mit 8 Aufnahmespuren im Heavenshore-Studio in Stockholm aufgenommen, das laut Quorthon kein Studio, sondern eine Garage war, die seit 1995 nicht mehr existiert. Das Album erschien im Oktober 1988.

## Titelliste
1. Odens Ride over Nordland – 2:59
2. A Fine Day to Die – 8:35
3. The Golden Walls of Heaven – 5:22
4. Pace ’till Death – 3:39
5. Holocaust – 3:25
6. For All Those Who Died – 4:57
7. Dies Irae – 5:11
8. Blood Fire Death – 10:28
9. Outro – 0:58

## Artwork

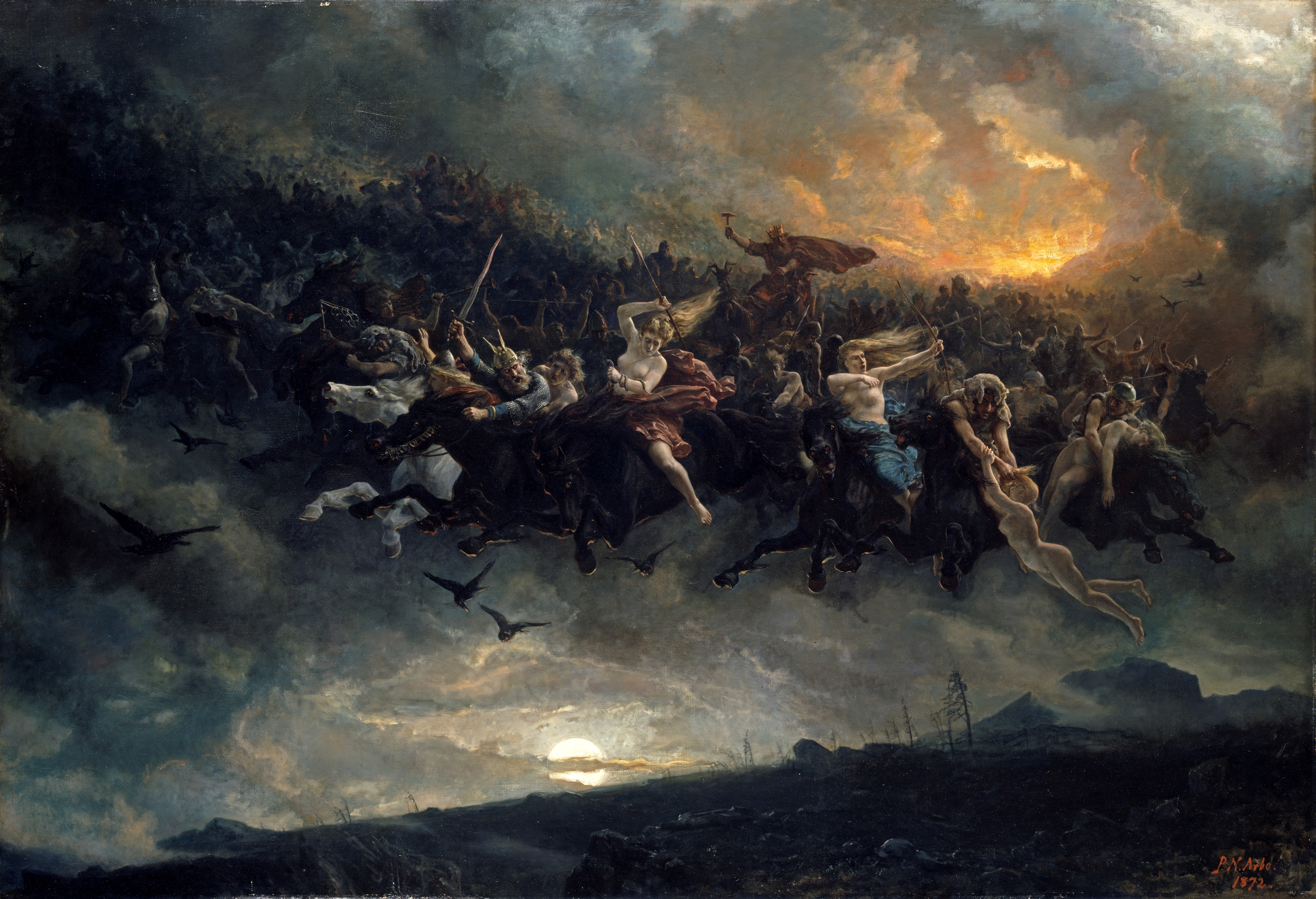
Peter Nicolai Arbo: Åsgårdsreien

Das Cover zeigt das Gemälde Åsgårdsreien (1872) von Peter Nicolai Arbo, das die Åsgårdsrei aus der nordischen Mythologie darstellt. Auf dem Album führte Quorthon erstmals ein Bild der Besetzung auf, die aus ihm selbst sowie Vvornth und Kothaar bestand.

## Texte
Das Album gilt mit seinen Bezügen zur nordischen Mythologie als Abkehr von den satanischen Inhalten seiner Vorgänger. In der zweiten Hälfte der 1980er wandte sich Quorthon von dieser Thematik ab, die er als erschöpft betrachtete; allerdings fühlte er sich auch nicht dem nordischen Heidentum verbunden. Allerdings enthält das Album nach wie vor gelegentliche, allerdings nicht ernst gemeinte, satanische Bezüge, und die Texte zu The Golden Walls of Heaven und Dies Irae bilden die Akrosticha „Satan“ und „Christ the bastard son of heaven“. Der Titel Holocaust bezieht sich auf die Atomkriegsthematik.
Der Text For All Those Who Died stammt ebenso wie der Ziegenkopf auf dem Debütalbum Bathory von Jos A. Smith, der von Quorthon aber nicht als Urheber angegeben wurde.

## Stil
Blood Fire Death setzt den Musikstil der vorigen Alben mehr oder weniger fort, ist dabei aber abwechslungsreicher und etwas thrash-lastiger und geht dabei nur leicht über die stilistischen Grenzen. Die meisten Stücke haben eine „eigenartig schaukelnd-stampfende Rhythmik“, die meist als Einfluss von Manowar gewertet wird, deren Bassist Joey DeMaio ebenso wie Quorthon von Richard Wagner inspiriert ist. Quorthon bestreitet, selbst von Manowar beeinflusst gewesen zu sein und habe die Band nur namentlich gekannt, sein Schlagzeuger allerdings sei Manowar-Fan gewesen und habe den entsprechenden Beat eingebracht:

„Ich muss dir ehrlich sagen, dass ich noch nie etwas von MANOWAR gehört habe als wir ‚Hammerheart‘ und ‚Twilight of the Gods‘ geschrieben haben. Ganz ehrlich! Ich wusste von ihnen, aber ich habe die Band nie gehört. Ich bin kein Sammler, ich gehe nicht jede Woche in den CD-Laden und kaufe mir zehn Alben. […] Damals war es so, dass wir uns entschlossen haben, weg von diesen düsteren, dämonischen Themen zu gehen, weiter zum Wendepunkt der Christianisierung. […] Unser Drummer zu der Zeit war ein riesiger MANOWAR-Fan. MANOWAR war aber die einzige Metal-Band, die er mochte. Er spielte also diesen sehr heftigen Beat und ich sagte, dass es genau der Beat war, den ich haben wollte und ich schrieb meine Songs darum. Als ich fertig war, sagte er mir, dass sich das wie MANOWAR anhört und ich sagte, dass ich die Band nicht kenne. Wir wären damals wahrscheinlich gestorben, wenn wir daran gedacht hätten, dass uns jemand mit MANOWAR in Verbindung bringen könnte. Wir hätten vermutlich gesagt, dass wir das nicht machen können, da die Leute glauben, wir hätten die Band einfach kopieren wollen.“

Auf dem Album verwendet Bathory neue Stilelemente wie mehrspurige Backing Vocals und akustische Gitarren, Pferdewiehern und Gewitterklänge. Die Produktion ist druckvoll und wird als dem Musikstil entsprechend angesehen. Während Bloodchamber-Redakteur Gußeisen sie als superb und „um 200 Prozent im Gegensatz zu den Vorgängeralben verbessert“ bezeichnet, ist sie nach Paul „Sargon the Terrible“ Batteiger von The Metal Crypt nicht viel besser als auf dem Vorgängeralbum.

## Rezeption
Blood Fire Death ist ein wichtiges Album für die Entwicklung des Black-, Pagan- und Viking Metals. Aufgrund des Klangs, des Gesangs und des innovativen Riffings bezeichnet Fenriz von Darkthrone das Album als Nexus zwischen dem Klang der 1980er und 1990er Jahre, und Bloodchamber-Redakteur Gußeisen bezeichnet es als „musikalisches Scharnier zwischen der reinen satanisch geprägten Textualität von BATHORY […] und der künftigen, als Viking Metal bezeichneten Ausrichtung“.
Das Album Heaven Shall Burn … When We Are Gathered von Marduk ist nach der Textzeile „Even the heavens shall burn when we are gathered“ aus dem Lied Dies Irae benannt, das Marduk-Album wiederum inspirierte die Metalcore-Band Heaven Shall Burn zu ihrem Namen.